# Libnotes knighti
Libnotes knighti là một loài ruồi trong họ Limoniidae. Chúng phân bố ở miền Australasia.